# Máy tính mini
Thuật ngữ máy tính mini được phát triển vào những năm 1960 để mô tả các máy tính nhỏ hơn trở thành có thể với việc sử dụng các bóng bán dẫn và công nghệ bộ nhớ lõi, bộ hướng dẫn tối thiểu và các thiết bị ngoại vi rẻ tiền hơn như ASR Teletype Model 33 ở khắp nơi. Họ thường lấy một hoặc một vài tủ rack 19 inch, so với các máy tính lớn lớn có thể lấp đầy một căn phòng.
Máy tính mini còn được gọi là máy tính tầm trung. Họ đã phát triển để có năng lực xử lý tương đối cao và năng lực. Chúng được sử dụng trong kiểm soát quá trình sản xuất, chuyển mạch điện thoại và kiểm soát thiết bị phòng thí nghiệm. Trong những năm 1970, chúng là phần cứng được sử dụng để khởi động ngành công nghiệp thiết kế hỗ trợ máy tính (CAD) và các ngành công nghiệp tương tự khác mà cần có một hệ thống dành riêng nhỏ hơn.
Một máy tính mini, hoặc thông tục nhỏ, là một lớp nhỏ hơn máy tính được phát triển vào giữa những năm 1960 và được bán với giá ít hơn nhiều so với máy tính lớn và máy tính cỡ trung từ IBM và đối thủ cạnh tranh trực tiếp của nó. Trong một cuộc điều tra năm 1970, New York Times đưa ra một định nghĩa chung về máy tính mini là một máy có giá dưới 25.000 USD, với một thiết bị đầu vào đầu ra như điện thoại và ít nhất bốn nghìn từ bộ nhớ, có khả năng chạy các chương trình Trong một ngôn ngữ cấp cao hơn, chẳng hạn như Fortran hoặc BASIC.Lớp học đã hình thành một nhóm riêng biệt với kiến trúc và hệ điều hành phần mềm riêng của nó. Minis được thiết kế để điều khiển, đo đạc, tương tác của con người, và chuyển mạch truyền thông khác với tính toán và lưu giữ hồ sơ. Nhiều cửa hàng được bán gián tiếp cho các nhà sản xuất thiết bị gốc (OEM) để sử dụng cuối cùng. Trong suốt hai thập kỷ cuộc đời của lớp máy tính mini (1965-1985), gần 100 công ty thành lập và chỉ còn lại một nửa còn lại.
Khi các vi xử lý CPU đơn chip xuất hiện, bắt đầu với Intel 4004 vào năm 1971, thuật ngữ "minicomputer" có nghĩa là một máy nằm trong khoảng giữa của quang phổ máy tính, giữa các máy tính lớn nhất và các máy vi tính. Thuật ngữ "minicomputer" ít được sử dụng ngày nay; Thuật ngữ hiện tại cho loại hệ thống này là " máy tính tầm trung ", chẳng hạn như hệ thống SPARC cao cấp, Kiến trúc quyền lực và Các hệ thống dựa trên Itanium của Oracle, IBM và Hewlett-Packard.